# Geophagus steindachneri
Geophagus steindachneri es una especie de peces de la familia Cichlidae en el orden de los Perciformes.

## Morfología
Los machos pueden llegar alcanzar los 19,8 cm de longitud total.

## Distribución geográfica
Se encuentra en Colombia y Venezuela.

## Acuario
Debe ser mayor a los 100 l ya que no es muy activo. Necesitan 40 L cada uno por supuesto como todos los cichlidae es un poco temperamental.